# Loxosceles gloria
Loxosceles gloria là một loài nhện trong họ Sicariidae.
Loài này thuộc chi Loxosceles. Loxosceles gloria được miêu tả năm 1967 bởi Gertsch.